# الطراد الياباني تشيكوما (1938)
كان تشيكوما (筑 摩) ثاني وآخر طراد من فئة توني للطرادات الثقيلة في البحرية الإمبراطورية اليابانية.